# Iritana Tāwhiwhirangi
Dama Iritana Te Rangi Tāwhiwhirangi DNZM MBE (nacida como Irirangi Thatcher; 21 de marzo de 1929 - 1 de febrero de 2025) fue una defensora neozelandesa de la educación en lengua maorí y el movimiento kōhanga reo.

## Biografía
Nacida como Irirangi Thatcher en Hicks Bay el 21 de marzo de 1929, era de ascendencia Ngāti Porou, Ngāti Kahungunu, Ngāpuhi, canadiense e inglesa. Estudió en la Hukarere Girls' School de 1943 a 1946, y luego en el Wellington Teachers' College de 1947 a 1948.
En 1949 se casó con Porourangi Tāwhiwhirangi. Su marido, criador de ovejas, murió en 1969.
Era miembro vitalicio de la Liga de Bienestar de las Mujeres Maoríes y de Toitū Kaupapa Māori Mātauranga - Māori Education Trust. Fue también miembro del Consejo de Administración del Te Kōhanga Reo National Trust.
Iritana murió el 1 de febrero de 2025, a los 95 años de edad.

## Honores y premios
Tāwhiwhirangi recibió la Medalla Conmemorativa de Nueva Zelanda de 1990, y en los Honores de Año Nuevo de 1992, fue nombrada Miembro de la Orden del Imperio Británico, en reconocimiento a su papel como gerente general de Te Kōhanga Reo National Trust. En 1993 recibió la Medalla del Centenario del Sufragio de Nueva Zelanda . 
En los Honores de Año Nuevo de 2001, fue nombrada Compañera de la Orden del Mérito de Nueva Zelanda por sus servicios a la educación maorí, y en los Honores del Cumpleaños de la Reina de 2009 fue ascendida a Dama Compañera, también por sus servicios a la educación maorí.
Tāwhiwhirangi fue finalista de los Premios Neozelandés del Año 2014.